# Lujiazui

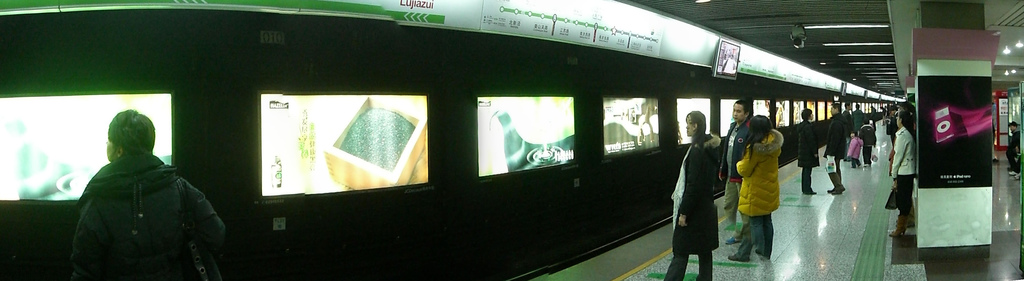
Lujiazui station.

Lujiazui (陆家嘴) is een station van de metro van Shanghai. Het station was van bij opening onderdeel van de stations van lijn 2, maar werd na 30 december 2021 ook een overstap naar lijn 14 die sinds die datum ook het station bedient. Het is een belangrijke halte in het stadsdeel Pudong.
Het metrostation ligt midden in Lujiazui, het nieuwe financiële centrum van Shanghai. De Shanghai Tower, de op-één-na hoogste wolkenkrabber ter wereld, ligt op loopafstand van het station, evenals het Shanghai World Financial Center, de Oriental Pearl Tower en de Jin Mao Tower.
East Xujing · Station Shanghai Hongqiao · Hongqiao Airport Terminal 2 · Songhong Road · Beixinjing · Weining Road · Loushanguan Road · Zhongshan Park · Jiangsu Road · Jing'an Temple · West Nanjing Road · People's Square · East Nanjing Road · Lujiazui · Dongchang Road · Century Avenue · Shanghai Science & Technology Museum · Century Park · Longyang Road · Zhangjiang Hi-Tech Park · Jinke Road · Guanglan Road · Tangzhen · Middle Chuangxin Road · East Huaxia Road · Chuansha · Lingkong Road · Yuandong Avenue · Haitiansan Road · Pudong International Airport

Lijnen van de metro van Shanghai: 1 · 2 · 3 · 4 · 5 · 6 · 7 · 8 · 9 · 10 · 11 · 12 · 13 · 14 · 15 · 16 · 17 · 18 · Pujiang Line